# Труа (графство)
Графство Труа (фр. Comté de Troyes) — средневековое графство, существовавшее на юге современной французской провинции Шампань с IX века. В конце XI — середине XII века было объединено вместе с графством Мо в графство Шампань.

## История
Ещё в VI—VIII веках существовали герцоги Шампани. А в начале IX века на территории Шампани появляются графы. Первым графом Труа был Аледрам I (ум. 852), который в 820 году был назначен императором Людовиком I Благочестивым наместником (missus dominicus) Нурсии в Италии. Примерно в это же время он упоминается как граф Труа. После раздела Каролингской империи его владения вошли в состав Западно-Франкского королевства Карла II Лысого. В 849 году он получил титул маркиза Готии, в 850 году захватил графства Барселона, Руссильон и Ампурьяс, которые и получил под управление совместно с графом Изембартом Отёнским. Аледрам погиб в 852 году при захвате Барселоны арабами. После этого Карл II Лысый передал Труа графу Анжу и Блуа Эду I (ум. 871), а Анжу и Блуа передал его близкому родственнику Роберту Сильному. В 858 году Роберт Сильный, недовольный назначением правителем Нейстрии Людовика Заики, сына Карла, поднял восстание, к которому присоединился и Эд. В результате король конфисковал Труа у Эда, передав его брату своей матери, Раулю I, графу Понтье. Эд же нашёл пристанище в Бургундии, где Людовик II Немецкий передал ему большую часть графства Варе, а позже ещё и Макон с Дижоном. Рауль умер в конце 866 года, после чего в 867 году Карл возвратил Эду Труа, добавив ещё Отён. Эд умер в 871 году, после чего Труа последовательно управляли двое его сыновей — Эд II и Роберт I. Роберт погиб во время осады Парижа норманнами в 886 году, после чего Труа получил Адалельм (ум. 894), который, вероятно, был племянником Роберта по матери. После смерти Адалельма в 894 году Труа был захвачен графом Отёна Ричардом I Заступником — одним из самых могущественных феодалов в Бургундии, подчинившим себе большинство бургундских графств и присвоившим себе сначала титул маркграфа Бургундии, а потом и герцога.
Под управлением герцогов Бургундии Труа оставалось до смерти в 956 году герцога Жильбера, не оставившего сыновей. Труа в итоге оказалось в руках Роберта де Вермандуа (931/934 — 966), одного из сыновей Герберта II де Вермандуа, который после раздела владений отца получил графство Мо. Вероятно Труа он получил в качестве приданого за своей женой, Аделью-Веррой, дочерью герцога Жилбера. Таким образом, Труа и Мо, которые в будущем составят графство Шампань, впервые оказались объединены в одних руках. Роберт, недовольный разделом владений Жильбера, поднял восстание, но в начале 957 года король Лотарь совершил поход в Бургундию, в результате Роберт должен был подчиниться. В 959 году он вновь поднял мятеж и захватил Дижон. Только в 861 году Лотарю и герцогу Лотарингии Бруно удалось подавить восстание.
После смерти графа Этьена I, внука Роберта, в 1019/1021 году, династия угасла, после чего Труа и Мо получил его родственник, граф Эд II де Блуа (ок. 983 — 15 ноября 1037) из династии Тибальдинов. Эд был могущественным феодалом, владевшим графствами Блуа, Тур, Шатодён, Шартр, Провен, Реймс и Бове. Он всячески пытался расширить свои владения, воевал с королём Франции Робертом II Благочестивым и императорами Священной Римской империи. После угасания династии королей Бургундии в 1032 году начал войну за Бургундское наследство, но успеха так и не добился. Он погиб в 1037 году во время очередной феодальной войны. Его владения были разделены между двумя сыновьями: Тибо III (1010/1012 — 29/30 сентября 1089) получил Блуа, Шатодён, Шартр, Тура и Сансерр, а также часть будущей Шампани (в частности, Провен); Этьен II (ум. ок. 1048) получил Труа и Мо. После смерти Этьена ему наследовал сын, Эд IV  (ум. после 1115). Его малолетством воспользовался дядя, Тибо III, который добился того, что Эд стал его вассалом. В 1063—1065 году Эд поднял восстание против своего дяди, но успеха не добился и был вынужден бежать из своих владений, которые граф Тибо присоединил к своим. Эд же женился на дочери герцога Нормандии Вильгельма Завоевателя и после нормандского завоевания Англии переселился туда, получив там владения.
Вновь объединив все владения династии, Тибо был одним из самых могущественных феодалов во Франции. Но после его смерти в 1089 году владения вновь были разделены между сыновьями. Старший, Этьен II, получил графства Блуа, Шартр, Шатодён и Мо, а также ряд других владений. Второй сын, Эд V, получил Труа, Бар-сюр-Об и Витри. Ещё один брат сделал церковную карьеру, а младший, Гуго в момент смерти отца был несовершеннолетним и владений не получил. Но поскольку Эд был бездетен, то после его смерти в 1093 году Труа досталось Гуго (1069/1074—1126). В 1123 году у него родился сын, Эд, однако Гуго отказался признавать его своим, изгнав жену и сына. В 1125 году он отрёкся от владений и титула, вступив в орден Тамплиеров, а Труа передал своему племяннику, графу Блуа Тибо IV Великому. При этом в хронике Альберика де Труа-Фонтена Гуго назван графом Шампани, хотя он и не владел всей территорией, которая в будущем станет графством Шампань. Став совершеннолетним, Эд пытался вернуть себе отцовские владения, обратившись за помощью к королю Людовику VII, который враждовал с графом Тибо. Однако успеха король не добился: после того как он захватил Витри, много людей погибли из-за поджога церкви, что вызвало возмущение церковных деятелей, в том числе Бернарда Клервоского. Под их давлением Людовик был вынужден заключить с Тибо мир, вернув ему всё захваченное. 
Тибо IV Великий, получив Труа, сделал город своей столицей. Кроме того, он присоединил к графству ряд владений, в результате чего из графств Труа, Мо и ряда других земель сложилось графство Шампань. После смерти Тибо в 1152 году его владения были разделены между тремя сыновьями. Один из них, Генрих I Щедрый, получил расширенное графство с титулом «пфальцграф Шампани и Бри», а титул «граф Труа» вышел из употребления.

## Графы Труа
Разные династии
- 820—852: Аледрам (Алеран) I (ум. 852), граф Труа с 820, маркиз Готии с 849, граф Барселоны, Ампурьяса и Руссильона с 850[3];
- 852—858: Эд I (ум. 1 августа 871), граф Шатодёна с 846, граф Анжу и Блуа в 846—852, граф Труа в 852—858 и 867—871, граф Варе в 859—870, граф Макона и Дижона с 863, граф Портуа в 867—870, граф Отёна с 867[3];
- 858—866: Рауль (Рудольф) I (ум. 15 октября 866), граф Понтье с 853, граф Санса, граф Труа с 858, светский аббат Жюмьежа в 848—860, светский аббат Сен-Рикье в 856—860;
- 867—871: Эд I (вторично)
- 871—876: Эд II (ум. после 27 октября 886, граф Труа в 871—876, граф Тоннера в 877, вероятно, сын Эда I;
- 876—886: Роберт I (ум. 886), граф Труа в 876—886, вероятно, сын Эда I[3];
- 886—894: Адалельм (ум. 8 апреля 894), граф Труа с 886[3];

Бозониды
- 894—921: Ричард I Заступник (ок. 858 — 1 сентября 921), граф Отёна с ок. 880/883, граф Невера с 888, граф Осера с ок. 888, граф Санса с 894/895, граф Труа с 894, маркиз Бургундии с 898, герцог Бургундии с 918[4];
- 921—923: Рауль II (ок. 890 — 15 января 936), герцог Бургундии (Рауль I) и граф Труа (Рауль II) в 921—923, король Западно-Франкского королевства (Рауль I) с 923, сын предыдущего[4];
- 923—952: Гуго I Чёрный (ок. 898 — 17 декабря 952), граф Портуа и Варе с 914, граф Лиона с 919, архграф Бургундии с 921, герцог Бургундии и граф Труа с 923, брат предыдущего[4][5];

Дом де Вержи
- 952—956: Жильбер де Вержи (ок.900 — 8 апреля 956, Париж), граф Авалона с 918, граф Оксуа, Шалона и Десмуа с 924, граф Бона с 925, граф Отёна, граф Труа и герцог Бургундии с 952, архграф Бургундии с 952;

Гербертины
- 956—966: Роберт II де Вермандуа (931/934 — 966) — граф Мо (Роберт I) с 946, граф Труа (Роберт II) с 956[3];
- 966—995/996: Герберт Молодой (ок. 945/950 — 28 января 995 или 996), граф Труа и Мо с 966, Омуа с 984, сын предыдущего[3];
- 995/996 — 1019/1021: Этьен I (ум. 1019/1021), граф Труа, Мо, Витри и Омуа с 995, сын предыдущего[3];

Тибальдины
- ок. 1022—1037: Эд III (ок. 983 — 15 ноября 1037), граф Блуа, Шартра, Шатодена, Провена, Реймса и Тура (под именем Эд II) с 1004, граф Труа (под именем Эд III) и Мо (под именем Эд I) с 1022[6];
- 1037 — ок. 1048: Этьен II (ум. ок. 1048), граф Труа и Мо с 1037[3];
- ок. 1048—1066: Эд IV (ум. после 1115), граф Труа (под именем Эд IV) и Мо в 1048—1066 (под именем Эд II), граф Омальский с 1069, сын предыдущего[3];
- 1066—1089: Тибо I (1010/1012 — 29/30 сентября 1089), граф Блуа, Шатодёна, Шартра, Тура и Сансерра (под именем Тибо III) с 1037 года; граф Труа и Мо (под именем Тибо I) с 1063, дядя предыдущего, сын Эда II (III) де Блуа[6];
- 1089—1093: Эд V (ум. 1093), граф Труа с 1089, сын предыдущего[6];
- 1093—1125: Гуго I (II) (1069/1074—1126), граф Труа в 1093—1125; в 1125 году отрёкся от титула, передав его племяннику[3].
- 1125—1152: Тибо II Великий (1093—10 января 1152), граф Блуа, Шартра, Шатодёна, Сансерра (под именем Тибо IV) и Мо (под именем Тибо II) с 1102, граф Труа (Шампани) (под именем Тибо II) с 1125, племянник предыдущего.